# Tour de Suisse 2006
Tour de Suisse 2006 je 70. závod Tour de Suisse. Probíhal od 10. do 18. června 2006. Závod vyhrál německý cyklista Jan Ullrich, ale v roce 2012 byl za doping odsouzen zpětně na ztrátu svých umístění od roku 2006. Vítězem tedy byl prohlášen druhý v pořadí Španěl Koldo Gil.

## Trikoty
| Vítěz     | Sprintér         | Vrchař           | Bodování        | Tým        |
| --------- | ---------------- | ---------------- | --------------- | ---------- |
| Koldo Gil | Michael Albasini | Michael Albasini | Daniele Bennati | Würth Team |

### Etapy
| Datum      | Etapa    | Města                          | Délka  | Vítěz               | Ve žlutém           |
| ---------- | -------- | ------------------------------ | ------ | ------------------- | ------------------- |
| 10. červen | 1. etapa | Baden – Baden                  | 154 km | Tom Boonen          | Tom Boonen          |
| 11. červen | 2. etapa | Bremgarten – Einsiedeln        | 165 km | Daniele Contrini    | Daniele Bennati     |
| 12. červen | 3. etapa | Einsiedeln – Arlesheim         | 160 km | Nick Nuyens         | Nick Nuyens         |
| 13. červen | 4. etapa | Niederbipp – La Chaux-de-Fonds | 151 km | Angel Vicioso Arcos | Nick Nuyens         |
| 14. červen | 5. etapa | La Chaux-de-Fonds – Leukerbad  | 210 km | Steve Morabito      | Angel Vicioso Arcos |
| 15. červen | 6. etapa | Fiesch – La Punt               | 210 km | Koldo Gil Perez     | Koldo Gil Perez     |
| 16. červen | 7. etapa | St. Moritz – Ascona            | 233 km | Óscar Freire        | Koldo Gil Perez     |
| 17. červen | 8. etapa | Ambrì – Ambrì                  | 155 km | Alberto Contador    | Koldo Gil Perez     |
| 18. červen | 9. etapa | Kerzers – Bern                 | 30 km  | Jan Ullrich         | Jan Ullrich         |

### 1. etapa
| *  | Jezdec            | Tým                               | Čas       |
| -- | ----------------- | --------------------------------- | --------- |
| 1  | Tom Boonen        | Quickstep - Innergetic            | 3:51,04   |
| 2  | Daniele Bennati   | Lampre                            | + 0:00:04 |
| 3  | Michael Albasini  | Liquigas                          | + 0:00:05 |
| 4  | Óscar Freire      | Rabobank                          | + 0:00:06 |
| 5  | Steve Zampieri    | Phonak Hearing Systems            | + 0:00:07 |
| 6  | Alexandr Usov     | AG2R Prevoyance                   | + 0:00:10 |
| 7  | Allan Davis       | Astana Würth                      | + 0:00:10 |
| 8  | Geoffroy Lequatre | Cofidis - le Credit par Telephone | + 0:00:10 |
| 9  | Isaac Galvez      | Caisse D´Epargne - Illes Balears  | + 0:00:10 |
| 10 | Bjoern Schroeder  | Team Milram                       | + 0:00:10 |

| Vedoucí          | Sprintér           | Vrchař             | Bodování           |
| ---------------- | ------------------ | ------------------ | ------------------ |
| Tom Boonen       | Michael Albasini 9 | Jose Ramos 12      | Tom Boonen 25      |
| Daniele Bennati  | Jose Ramos 7       | Michael Albasini 8 | Daniele Bennati 20 |
| Michael Albasini | Steve Zampieri 4   | Steve Zampieri 6   | Óscar Freire 16    |
| Óscar Freire     | *                  | Roger Beuchat 2    | Alexandr Usov 13   |
| Steve Zampieri   | *                  | Joan Horrach 1     | Allan Davis 11     |

### 2. etapa
| *  | Jezdec             | Tým                               | Čas       |
| -- | ------------------ | --------------------------------- | --------- |
| 1  | Daniele Contrini   | Team LP.R                         | 3:57:08   |
| 2  | Daniele Bennati    | Lampre                            | + 0:05:02 |
| 3  | Erik Zabel         | Team Milram                       | + 0:05:02 |
| 4  | Aurelien Clerc     | Phonak Hearing Systems            | + 0:05:02 |
| 5  | Sebastien Hinault  | Credit Agricole                   | + 0:05:02 |
| 6  | Luciano Pogliarini | Saunier Duval - Prodir            | + 0:05:02 |
| 7  | Geoffroy Lequatre  | Cofidis - le Credit par Telephone | + 0:05:02 |
| 8  | Bradley McGee      | Francaise Des Jeux                | + 0:05:02 |
| 9  | Rene Haselbacher   | Gerolsteiner                      | + 0:05:02 |
| 10 | Bernhard Eisel     | Francaise Des Jeux                | + 0:05:02 |

| Žlutý tr.              | Oranžový tr.        | Růžový tr.          | Červený tr.          |
| Vedoucí                | Sprintér            | Vrchař              | Bodování             |
| ---------------------- | ------------------- | ------------------- | -------------------- |
| Daniele Bennati        | Daniele Contrini 12 | Jose Ramos 13       | Daniele Bennati 40   |
| Tom Boonen 0:08        | Michael Albasini 12 | Michael Albasini 13 | Tom Boonen 25        |
| Michael Albasini 0:11  | Jose Ramos 7        | Daniele Contrini 8  | Daniele Contrini 25  |
| Geoffroy Lequatre 0:12 | Steve Zampieri 4    | Steve Zampieri 8    | Geoffroy Lequatre 19 |
| Alexandr Usov 0:12     | Alexandr Bočarov 3  | Roger Beuchat 2     | Óscar Freire 16      |

### 3. etapa
| *  | Jezdec            | Tým                               | Čas     |
| -- | ----------------- | --------------------------------- | ------- |
| 1  | Nick Nuyens       | Quick Step Innergetic             | 4:36,52 |
| 2  | Linus Gerdemann   | T-Mobile Team                     | 0:00    |
| 3  | Jorg Jaksche      | Würth Team                        | 0:00    |
| 4  | Koldo Gil Perez   | Saunier Duval Prodir              | 0:04    |
| 5  | Óscar Freire      | Rabobank                          | 0:11    |
| 6  | Paolo Bettini     | Quick Step Innergetic             | 0:11    |
| 7  | Michail Kalilov   | Team LP.R                         | 0:11    |
| 8  | Geoffroy Lequatre | Cofidis - le Credit par Telephone | 0:11    |
| 9  | Alexandr Usov     | AG2R Prevoyance                   | 0:11    |
| 10 | Cristian Moreni   | Cofidis - le Credit par Telephone | 0:11    |

| Žlutý tr.            | Oranžový tr.        | Růžový tr.          | Červený tr.          |
| Vedoucí              | Sprintér            | Vrchař              | Bodování             |
| -------------------- | ------------------- | ------------------- | -------------------- |
| Nick Nuyens          | Michael Albasini 15 | Michael Albasini 16 | Daniele Bennati 43   |
| Linus Gerdemann 0:05 | Daniele Contrini 12 | Jose Ramos 14       | Geoffroy Lequatre 27 |
| Daniele Bennati 0:06 | Jose Ramos 7        | Daniele Contrini 8  | Óscar Freire 27      |
| Jorg Jaksche 0:08    | Nick Nuyens 6       | Steve Zampieri 8    | Daniele Contrini 25  |
| Tom Boonen 0:14      | Marcel Strauss 6    | Alan Perez Lezaun 7 | Tom Boonen 25        |

### 4. etapa
| *  | Jezdec               | Tým                               | Čas     |
| -- | -------------------- | --------------------------------- | ------- |
| 1  | Angel Vicioso Arcos  | Würth Team                        | 3:45,09 |
| 2  | Dav Herrero Llorente | Euskaltel Euskadi                 | 0:00    |
| 3  | Daniele Bennati      | Lampre                            | 0:01    |
| 4  | Óscar Freire         | Rabobank                          | 0:01    |
| 5  | Allan Davis          | Astana Würth                      | 0:01    |
| 6  | Cristian Moreni      | Cofidis - le Credit par Telephone | 0:01    |
| 7  | Michael Albasini     | Liquigas                          | 0:01    |
| 8  | Erik Zabel           | Team Milram                       | 0:01    |
| 9  | Beat Zberg           | Gerolsteiner                      | 0:01    |
| 10 | Kim Kirchen          | T-Mobile Team                     | 0:01    |

| Žlutý tr.                | Oranžový tr.        | Růžový tr.          | Červený tr.          |
| Vedoucí                  | Sprintér            | Vrchař              | Bodování             |
| ------------------------ | ------------------- | ------------------- | -------------------- |
| Nick Nuyens              | Michael Albasini 15 | Michael Albasini 21 | Daniele Bennati 59   |
| Daniele Bennati 0:02     | Daniele Contrini 12 | Jose Ramos 14       | Óscar Freire 40      |
| Linus Gerdemann 0:02     | Linus Gerdemann 9   | Daniele Contrini 8  | Nick Nuyens 29       |
| Jorg Jaksche 0:05        | Jose Ramos 7        | Steve Zampieri 8    | Erik Zabel 29        |
| Angel Vicioso Arcos 0:13 | Jorg Jaksche 7      | Alan Perez Lezaun 7 | Geoffroy Lequatre 27 |

### 5. etapa
| *  | Jezdec               | Tým                                | Čas     |
| -- | -------------------- | ---------------------------------- | ------- |
| 1  | Steve Morabito       | Würth Team                         | 5:37,47 |
| 2  | Jurgen van Goolen    | Discovery Channel Pro Cycling Team | 0:14    |
| 3  | Angel Vicioso Arcos  | Würth Team                         | 0:16    |
| 4  | Koldo Gil Perez      | Saunier Duval Prodir               | 0:17    |
| 5  | Paolo Bettini        | Quick Step Innergetic              | 0:17    |
| 6  | Jan Ullrich          | T-Mobile Team                      | 0:17    |
| 7  | Fränk Schleck        | Team CSC                           | 0:22    |
| 8  | Jorg Jaksche         | Würth Team                         | 0:22    |
| 9  | Man Beltran Martinez | Discovery Channel Pro Cycling Team | 0:22    |
| 10 | Jose Gomez Marchante | Saunier Duval Prodir               | 0:22    |

| Žlutý tr.            | Oranžový tr.        | Růžový tr.          | Červený tr.            |
| Vedoucí              | Sprintér            | Vrchař              | Bodování               |
| -------------------- | ------------------- | ------------------- | ---------------------- |
| Angel Vicioso Arcos  | Michael Albasini 15 | Michael Albasini 21 | Daniele Bennati 59     |
| Jorg Jaksche 0:02    | Daniele Contrini 12 | Steve Morabito 15   | Óscar Freire 40        |
| Linus Gerdemann 0:03 | Alexandr Usov 12    | Jose Ramos 14       | Angel Vicioso Arcos 35 |
| Koldo Gil Perez0:08  | Linus Gerdemann 9   | Daniele Contrini 8  | Erik Zabel 29          |
| Fränk Schleck 0:15   | Jorg Jaksche 7      | Steve Zampieri 8    | Nick Nuyens 29         |

### 6. etapa
| *  | Jezdec               | Tým                                | Čas     |
| -- | -------------------- | ---------------------------------- | ------- |
| 1  | Koldo Gil Perez      | Saunier Duval Prodir               | 5:49,52 |
| 2  | Jorg Jaksche         | Würth Team                         | 0:36    |
| 3  | Jan Ullrich          | T-Mobile Team                      | 0:40    |
| 4  | Jose Gomez Marchante | Saunier Duval Prodir               | 1:39    |
| 5  | Simon Gerrans        | AG2R Prevoyance                    | 1:47    |
| 6  | Fränk Schleck        | Team CSC                           | 2:09    |
| 7  | Janez Brajkovic      | Discovery Channel Pro Cycling Team | 2:09    |
| 8  | Giampaolo Caruso     | Würth Team                         | 2:09    |
| 9  | Angel Vicioso Arcos  | Würth Team                         | 2:09    |
| 10 | David Canada Gracia  | Saunier Duval Prodir               | 3:29    |

| Žlutý tr.                | Oranžový tr.        | Růžový tr.          | Červený tr.            |
| Vedoucí                  | Sprintér            | Vrchař              | Bodování               |
| ------------------------ | ------------------- | ------------------- | ---------------------- |
| Koldo Gil Perez          | Michael Albasini 21 | Michael Albasini 53 | Daniele Bennati 59     |
| Jorg Jaksche 0:34        | Daniele Contrini 12 | Alexandre Moos 23   | Óscar Freire 40        |
| Jan Ullrich 0:54         | Alexandr Usov 12    | Koldo Gil Perez 22  | Angel Vicioso Arcos 39 |
| Jose Gomez Marchante2:00 | Linus Gerdemann 9   | Steve Morabito 15   | Koldo Gil Perez 37     |
| Angel Vicioso Arcos2:11  | Jorg Jaksche 7      | Jan Ullrich 15      | Jorg Jaksche 33        |

### 7. etapa
| *  | Jezdec            | Tým                               | Čas     |
| -- | ----------------- | --------------------------------- | ------- |
| 1  | Óscar Freire      | Rabobank                          | 5:38,49 |
| 2  | Daniele Bennati   | Lampre                            | 0:03    |
| 3  | Erik Zabel        | Team Milram                       | 0:03    |
| 4  | Sebastien Hinault | Credit Agricole                   | 0:03    |
| 5  | Markus Zberg      | Gerolsteiner                      | 0:03    |
| 6  | Tom Boonen        | Quickstep - Innergetic            | 0:03    |
| 7  | Gert Steegmans    | Davitamon Lotto                   | 0:03    |
| 8  | Allan Davis       | Astana Würth                      | 0:03    |
| 9  | Alexej Markov     | Caisse ď Epargne Illes Balears    | 0:03    |
| 10 | Geoffroy Lequatre | Cofidis - le Credit par Telephone | 0:03    |

| Žlutý tr.                | Oranžový tr.        | Růžový tr.          | Červený tr.            |
| Vedoucí                  | Sprintér            | Vrchař              | Bodování               |
| ------------------------ | ------------------- | ------------------- | ---------------------- |
| Koldo Gil Perez          | Michael Albasini 21 | Michael Albasini 61 | Daniele Bennati 71     |
| Jorg Jaksche 0:30        | Alexandr Usov 12    | Alexandre Moos 23   | Óscar Freire 55        |
| Jan Ullrich 0:50         | Beat Zberg 10       | Koldo Gil Perez 22  | Angel Vicioso Arcos 39 |
| Angel Vicioso Arcos2:03  | Linus Gerdemann 9   | Steve Morabito 15   | Erik Zabel 39          |
| Jose Gomez Marchante2:15 | Michael Rogers 9    | Jan Ullrich 15      | Koldo Gil Perez 37     |

### 8. etapa
| *  | Jezdec               | Tým                    | Čas     |
| -- | -------------------- | ---------------------- | ------- |
| 1  | Alberto Contador     | Würth Team             | 4:19,03 |
| 2  | Dav Herrero Llorente | Euskaltel Euskadi      | 0:34    |
| 3  | Allan Davis          | Davitamon Lotto        | 0:34    |
| 4  | Alexandre Moos       | Phonak Hearing Systems | 0:37    |
| 5  | Koldo Gil Perez      | Saunier Duval Prodir   | 0:37    |
| 6  | Alexandr Bočarov     | Credit Agricole        | 0:37    |
| 7  | Jan Ullrich          | T-Mobile Team          | 0:37    |
| 8  | Linus Gerdemann      | T-Mobile Team          | 0:37    |
| 9  | Jorg Jaksche         | Würth Team             | 0:37    |
| 10 | Fränk Schleck        | Team CSC               | 0:37    |

| Žlutý tr.               | Oranžový tr.        | Růžový tr.            | Červený tr.            |
| Vedoucí                 | Sprintér            | Vrchař                | Bodování               |
| ----------------------- | ------------------- | --------------------- | ---------------------- |
| Koldo Gil Perez         | Michael Albasini 21 | Michael Albasini 61   | Daniele Bennati 71     |
| Jorg Jaksche 0:30       | Alexandr Usov 12    | Sven Montgomery 40    | Koldo Gil Perez 45     |
| Jan Ullrich 0:50        | Alberto Contador 12 | Francesco Bellotti 29 | Angel Vicioso Arcos 41 |
| Angel Vicioso Arcos2:03 | Beat Zberg 10       | Alberto Contador 23   | Erik Zabel 39          |
| Fränk Schleck 2:22      | Linus Gerdemann 9   | Marco Fertonani 23    | Jorg Jaksche 37        |

### 9. etapa
| *  | Jezdec               | Tým                                | Čas      |
| -- | -------------------- | ---------------------------------- | -------- |
| 1  | Jan Ullrich          | T-Mobile Team                      | 38:45,21 |
| 2  | Allan Davis          | Davitamon Lotto                    | 23,00    |
| 3  | Angel Vicioso Arcos  | Würth Team                         | 31,00    |
| 4  | Janez Brajkovic      | Discovery Channel Pro Cycling Team | 47,00    |
| 5  | Linus Gerdemann      | T-Mobile Team                      | 51,00    |
| 6  | Christian Vandevelde | Team CSC                           | 53,00    |
| 7  | Kim Kirchen          | T-Mobile Team                      | 1:01,00  |
| 8  | Vladimír Karpec      | Caisse ď Epargne Illes Balears     | 1:02,00  |
| 9  | Koldo Gil Perez      | Saunier Duval Prodir               | 1:14,00  |
| 10 | Jorg Jaksche         | Würth Team                         | 1:23,00  |

| Žlutý tr.               | Oranžový tr.        | Růžový tr.            | Červený tr.            |
| Vedoucí                 | Sprintér            | Vrchař                | Bodování               |
| ----------------------- | ------------------- | --------------------- | ---------------------- |
| Jan Ullrich             | Michael Albasini 21 | Michael Albasini 61   | Daniele Bennati 71     |
| Koldo Gil Perez 0:24    | Alexandr Usov 12    | Sven Montgomery 40    | Angel Vicioso Arcos 51 |
| Jorg Jaksche 1:03       | Alberto Contador 12 | Francesco Bellotti 29 | Koldo Gil Perez 49     |
| Angel Vicioso Arcos1:44 | Beat Zberg 10       | Alberto Contador 23   | Jorg Jaksche 40        |
| Janez Brajkovic 2:33    | Linus Gerdemann 9   | Marco Fertonani 23    | Erik Zabel 39          |